# Sokole Białostockie
Sokole Białostockie – przystanek osobowy w Sokolu na linii kolejowej nr 37, w województwie podlaskim, w Polsce.

## Ruch pasażerski
| Rok  | Wymiana pasażerska na dobę |
| ---- | -------------------------- |
| 2017 | 0-9                        |
| 2022 | 0-9                        |

Przystanek wybudowano w ramach czynu społecznego i oddano do użytkowania 2 lipca 1960 roku. Do istniejącej koszarki dobudowano murowaną część w której umieszczono kasę biletową i poczekalnię.
Do 2 kwietnia 2000 roku przystanek obsługiwał ruch pasażerski. W ostatnim dniu kursowania pociągów mieszkańcy miejscowości zorganizowali uroczystość „Pożegnanie pociągu”. W pierwszą rocznicę zawszenie ruchu odbył się happening „Piechotą do Europy”. Po zamknięciu ruchu planowego uruchamiane były pasażerskie pociągi specjalne w ramach finałów Wielkiej Orkiestry Świątecznej Pomocy w latach 2011–2016. W kwietniu 2016 roku mieszkańcy wsi w ramach sprzątania okolicy uporządkowali teren przystanku.
Ponownie otwarty dla ruchu 2 lipca 2016 roku, kiedy reaktywowano połączenia Białystok-Waliły. Pociągi kursują w okresie letnio-jesiennym, począwszy od lipca 2016 roku. Przed wznowieniem ruchu pasażerskiego pod koniec czerwca 2016 roku uzupełniono wskaźniki, pojawiła się nowa tablica z nazwą punktu eksploatacyjnego, rozkładem jazdy oraz danymi handlowymi przewoźnika. W kolejnych latach ustawiono wiatę dla podróżnych i gablotę.

## Galeria

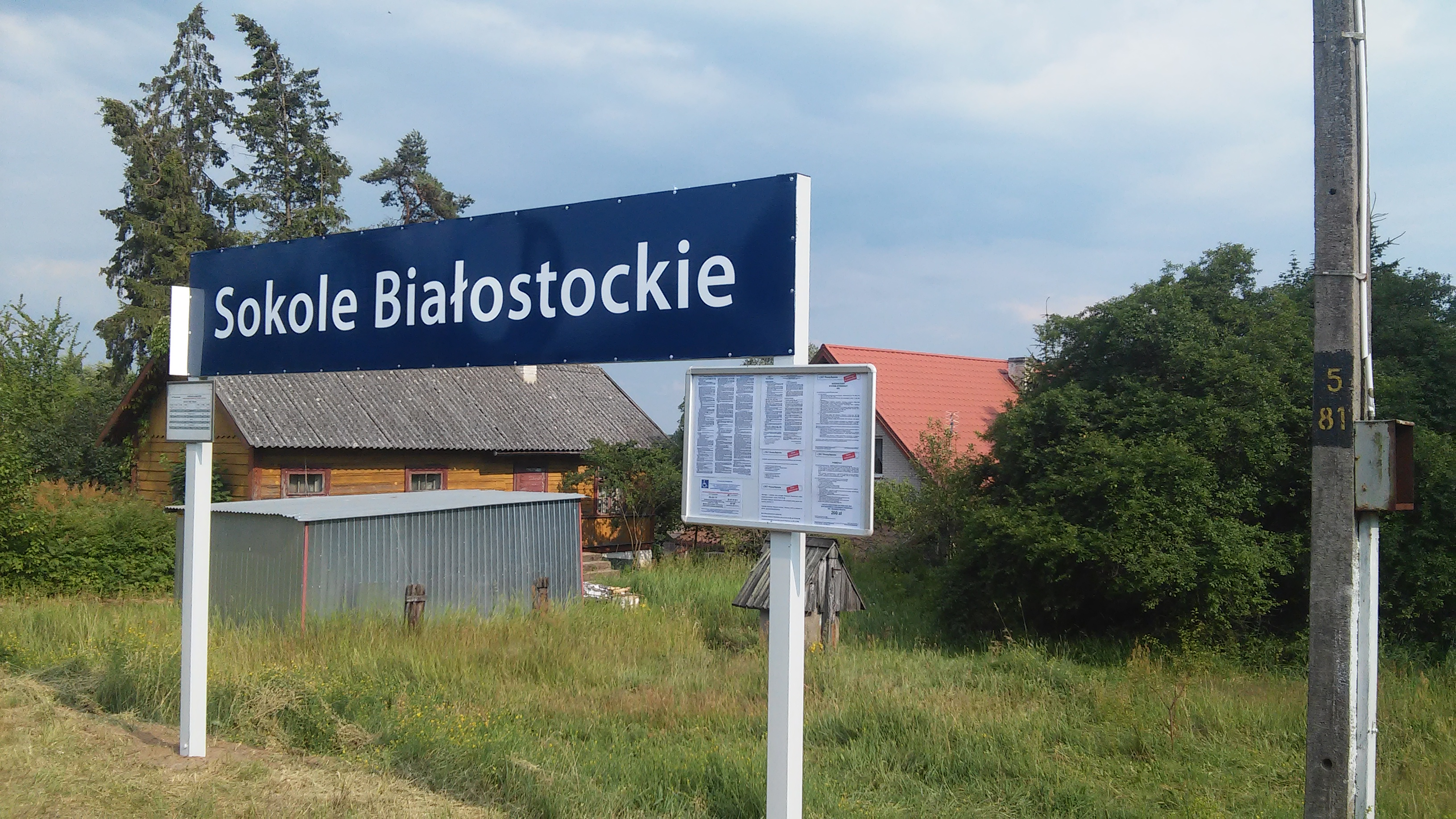
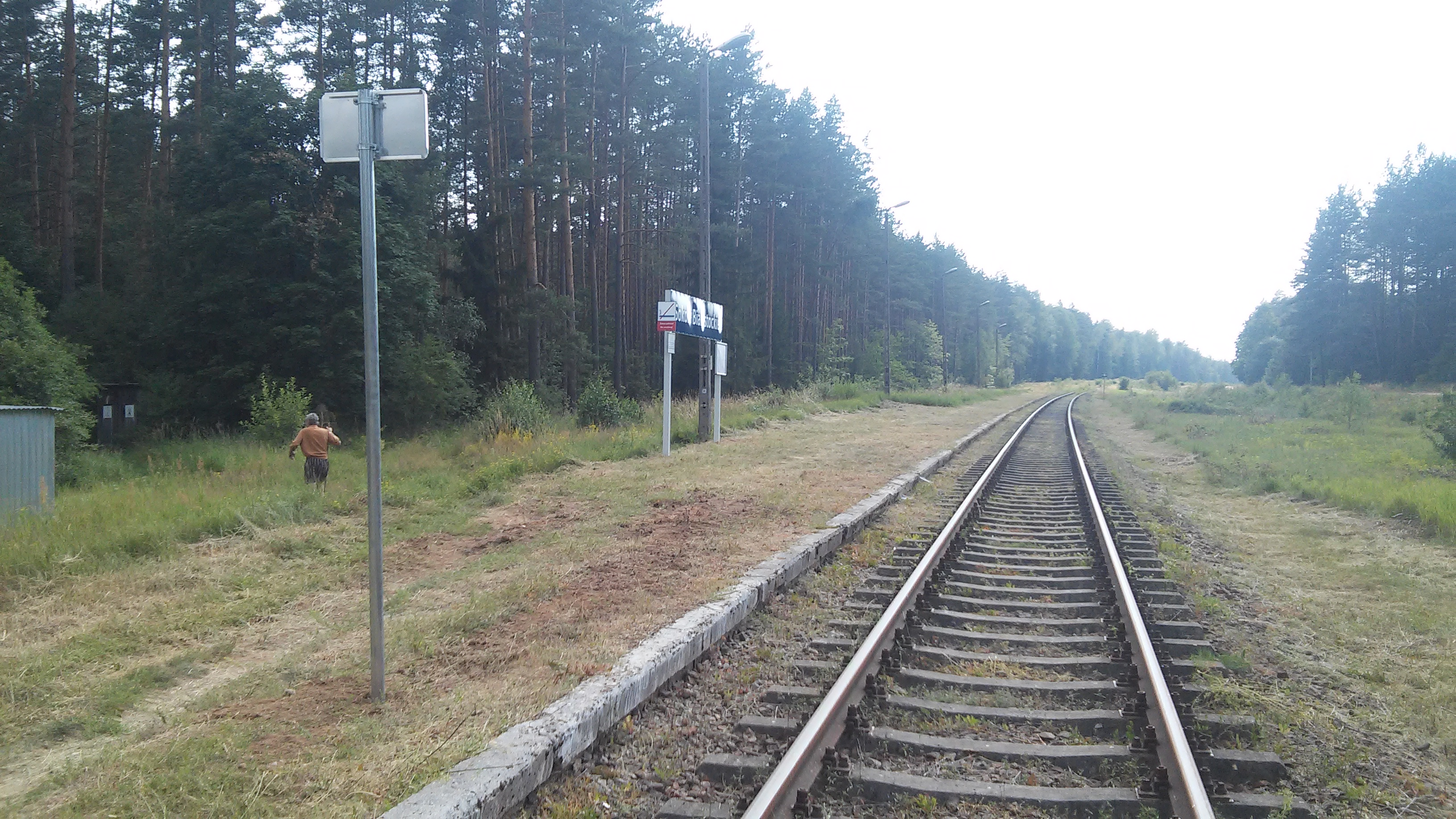
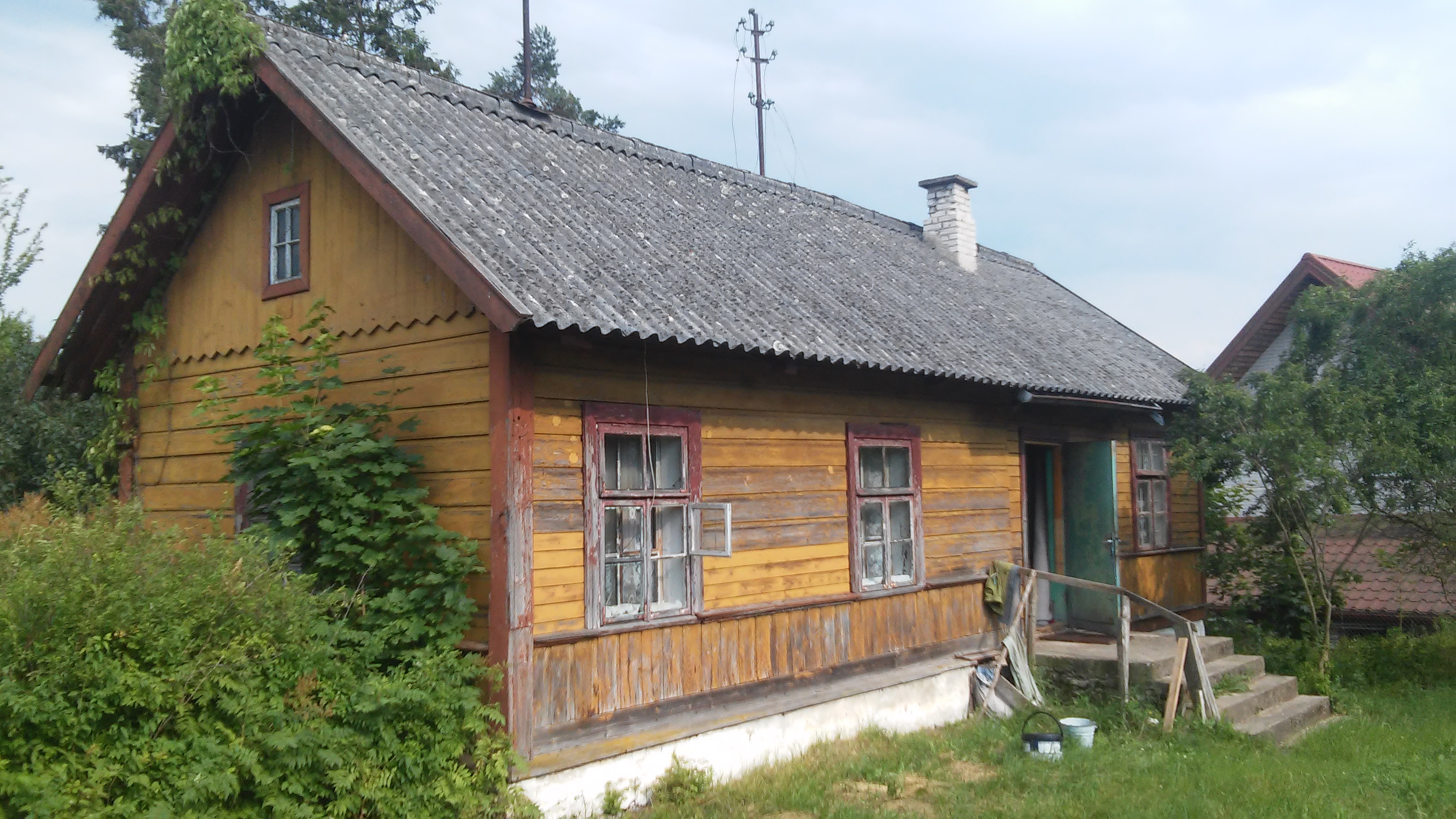
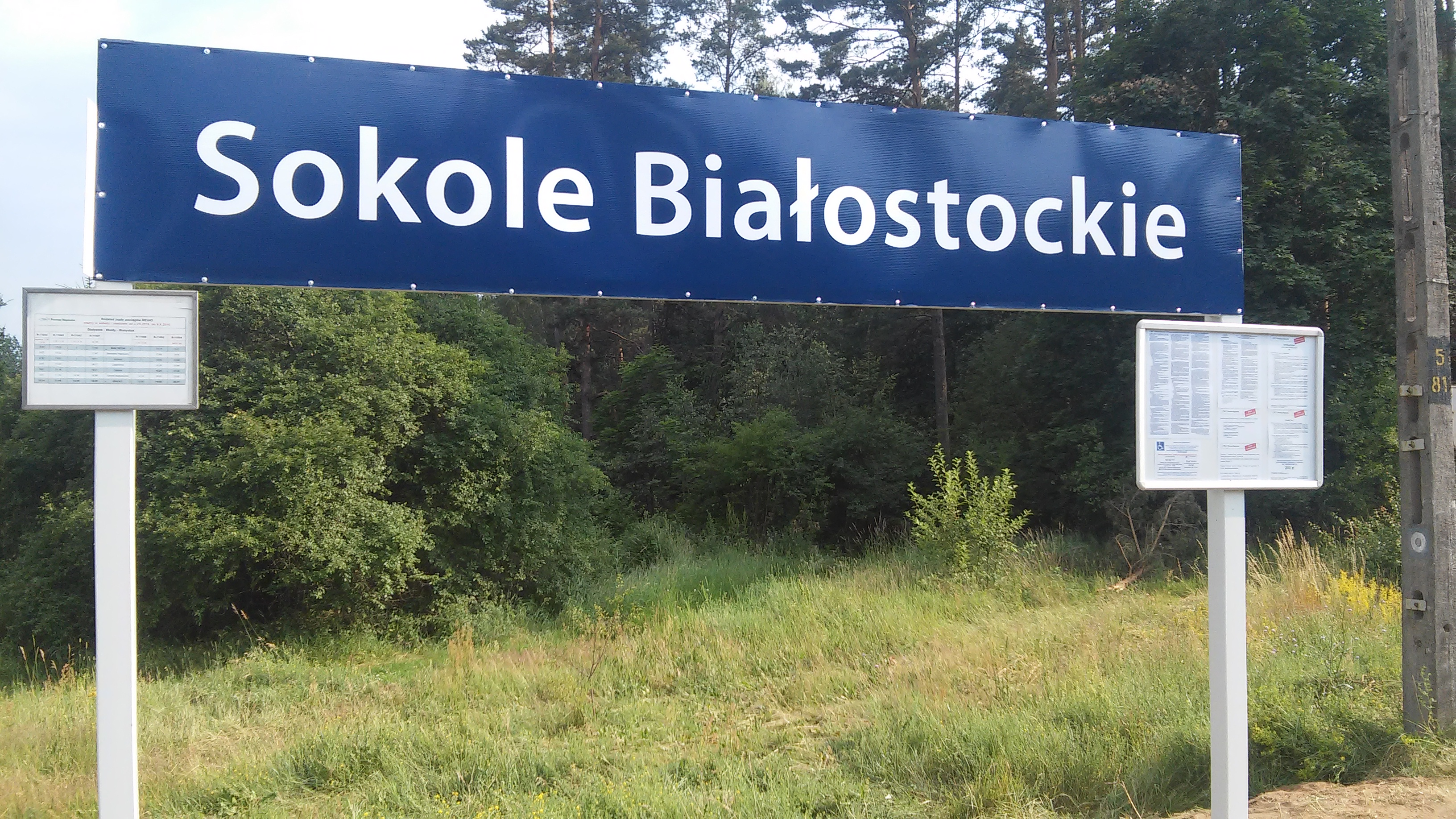
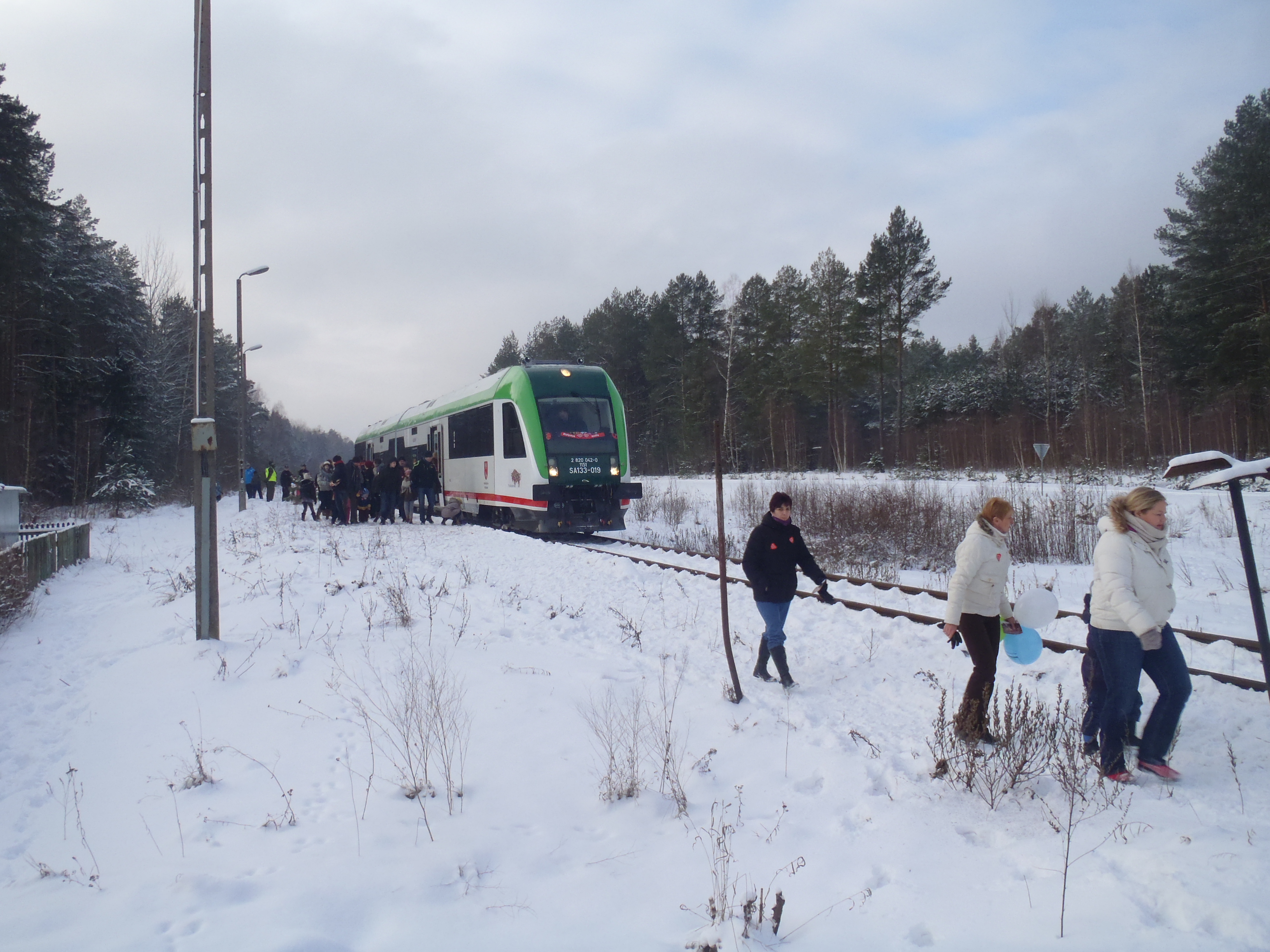
Pociąg specjalny podczas postoju na przystanku Sokole Białostockie.
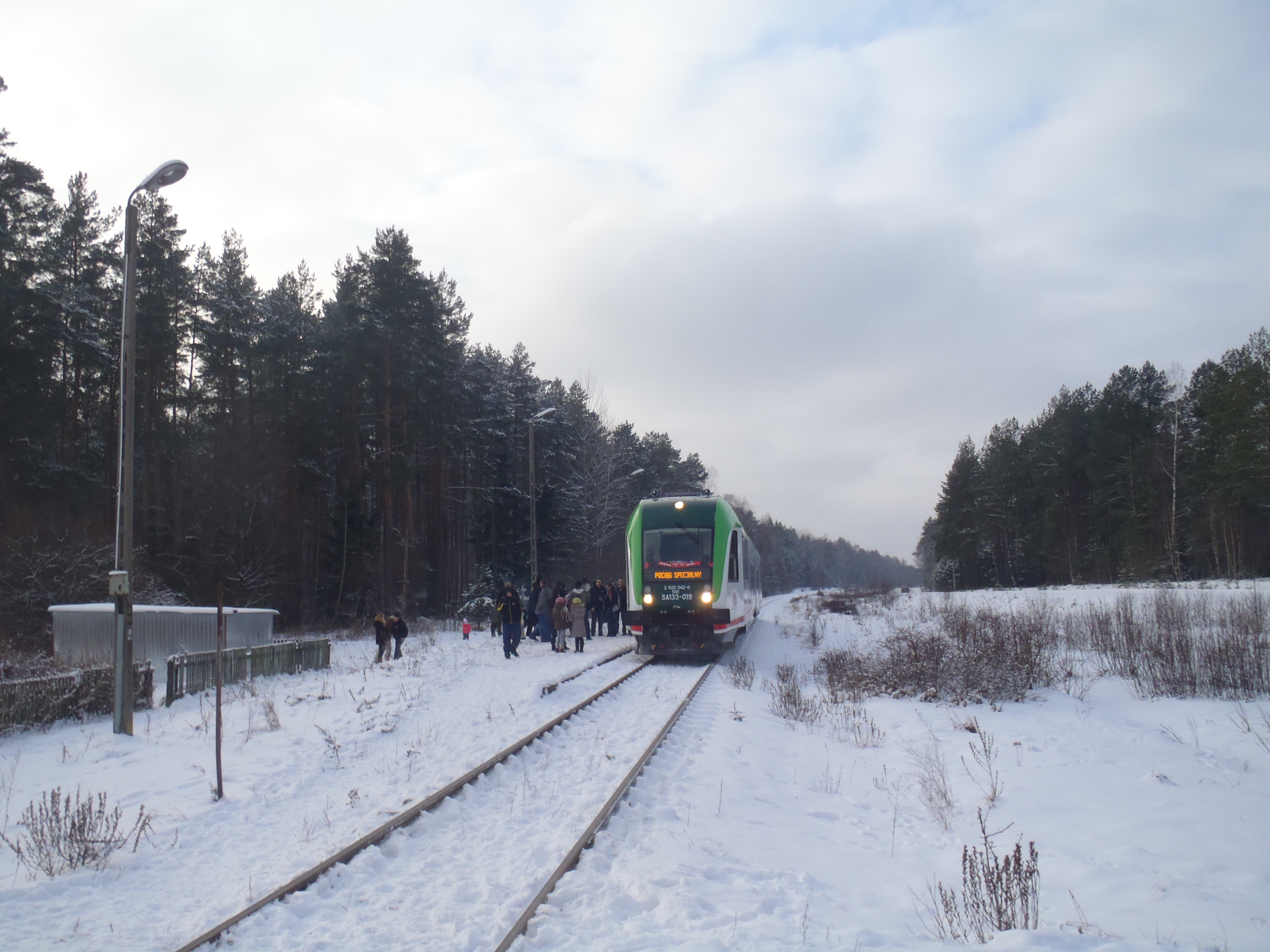
Pociąg specjalny podczas postoju na przystanku Sokole Białostockie.
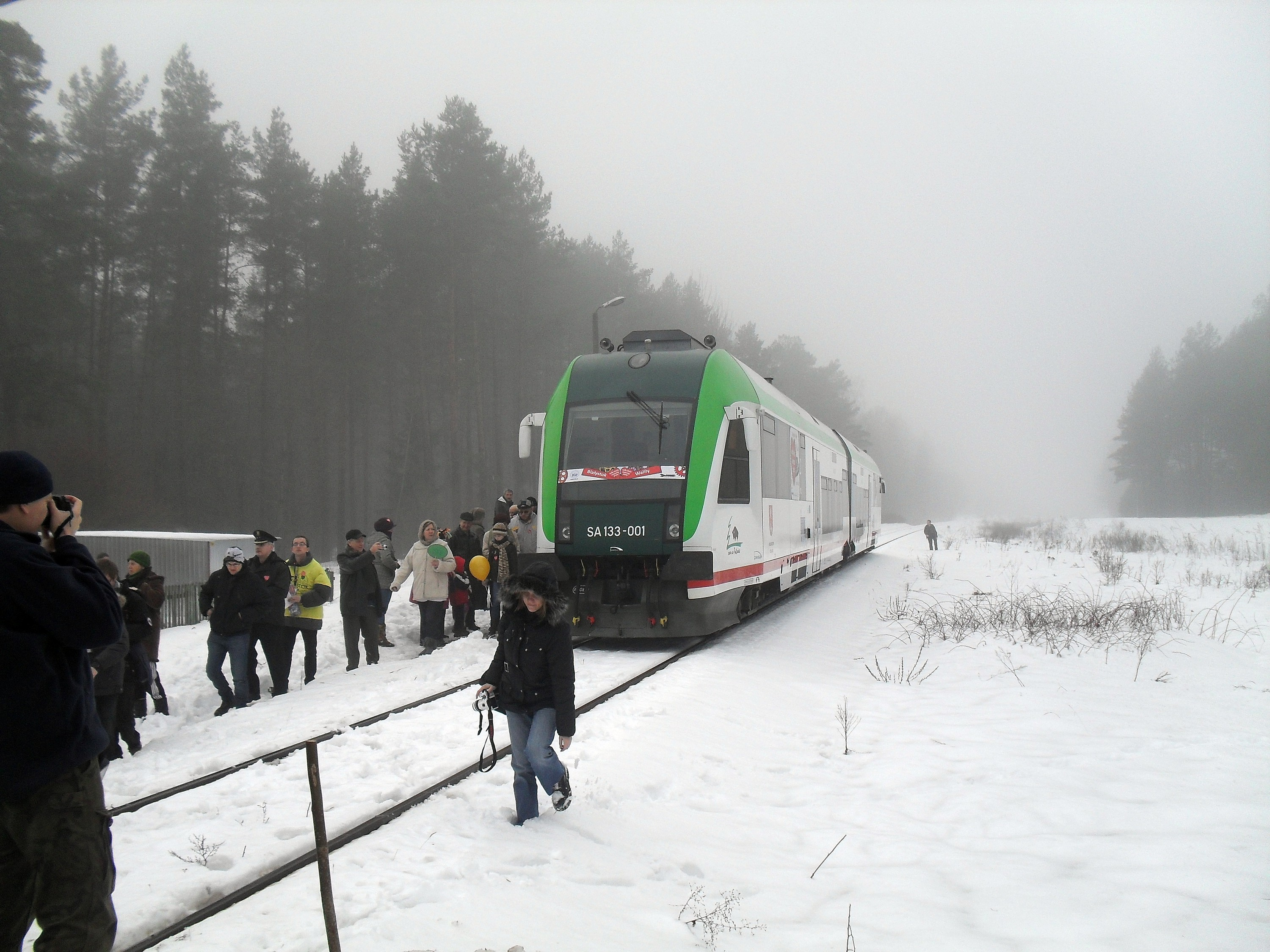
Pociąg specjalny podczas postoju na przystanku Sokole Białostockie.
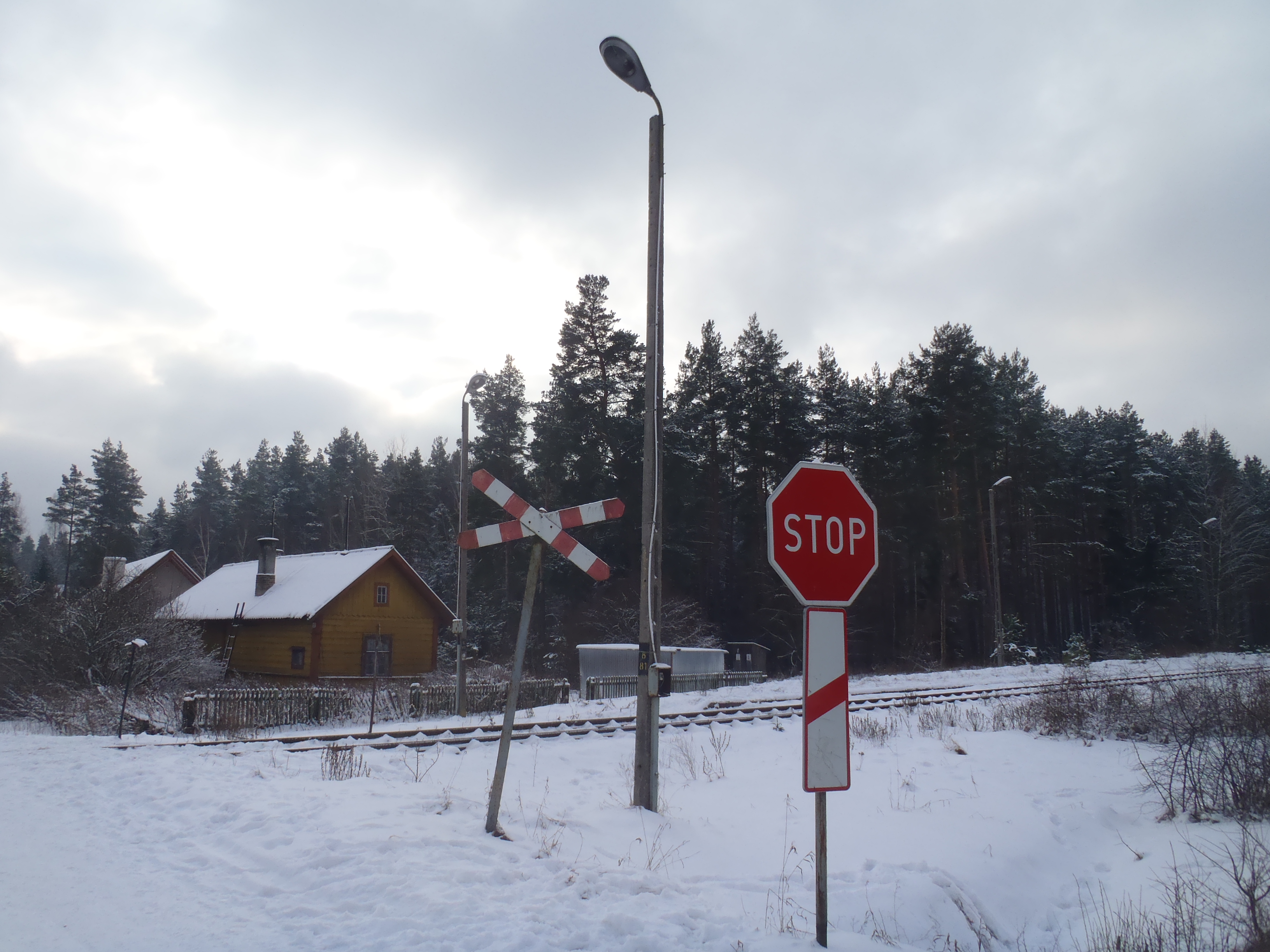
Widok na przystanek z przejazdu kolejowo-drogowego.
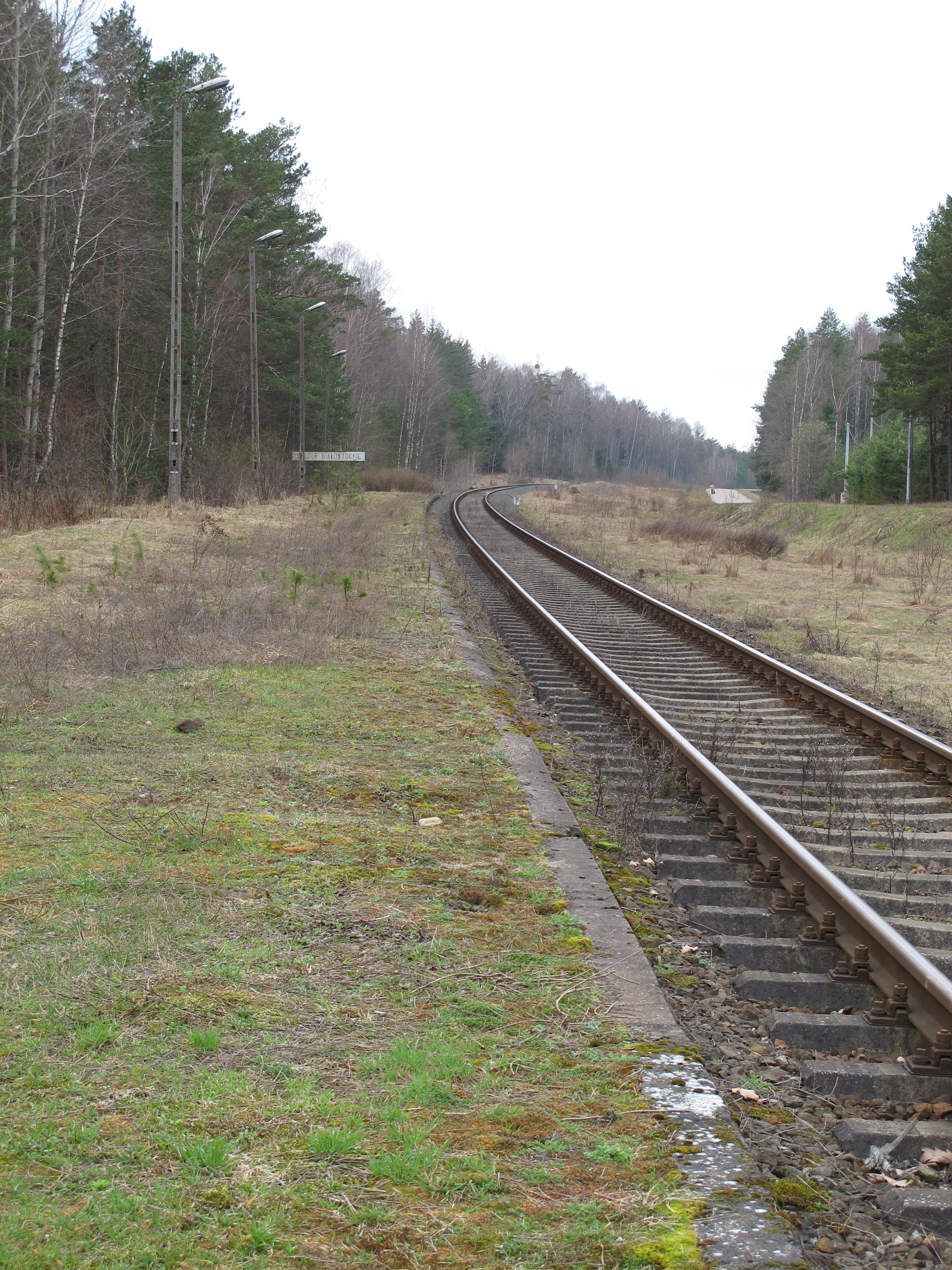
Widok na przystanek.
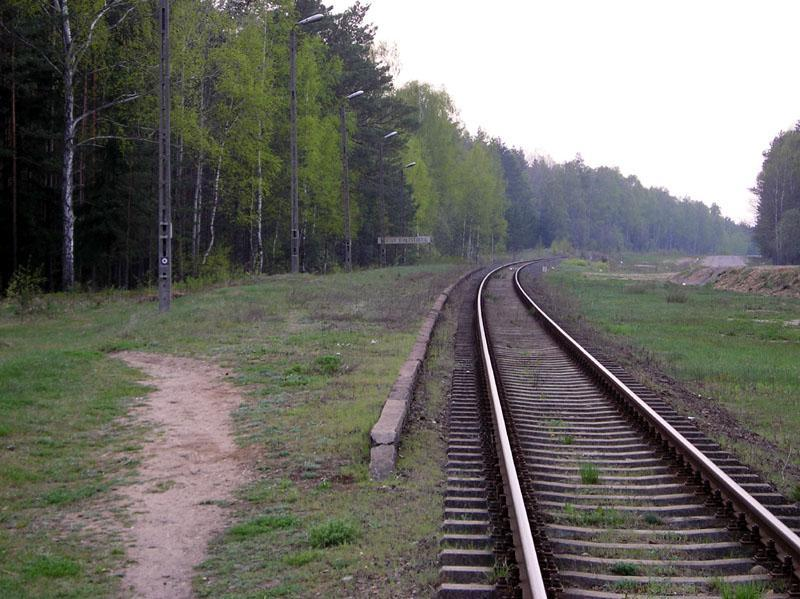
Widok na przystanek.
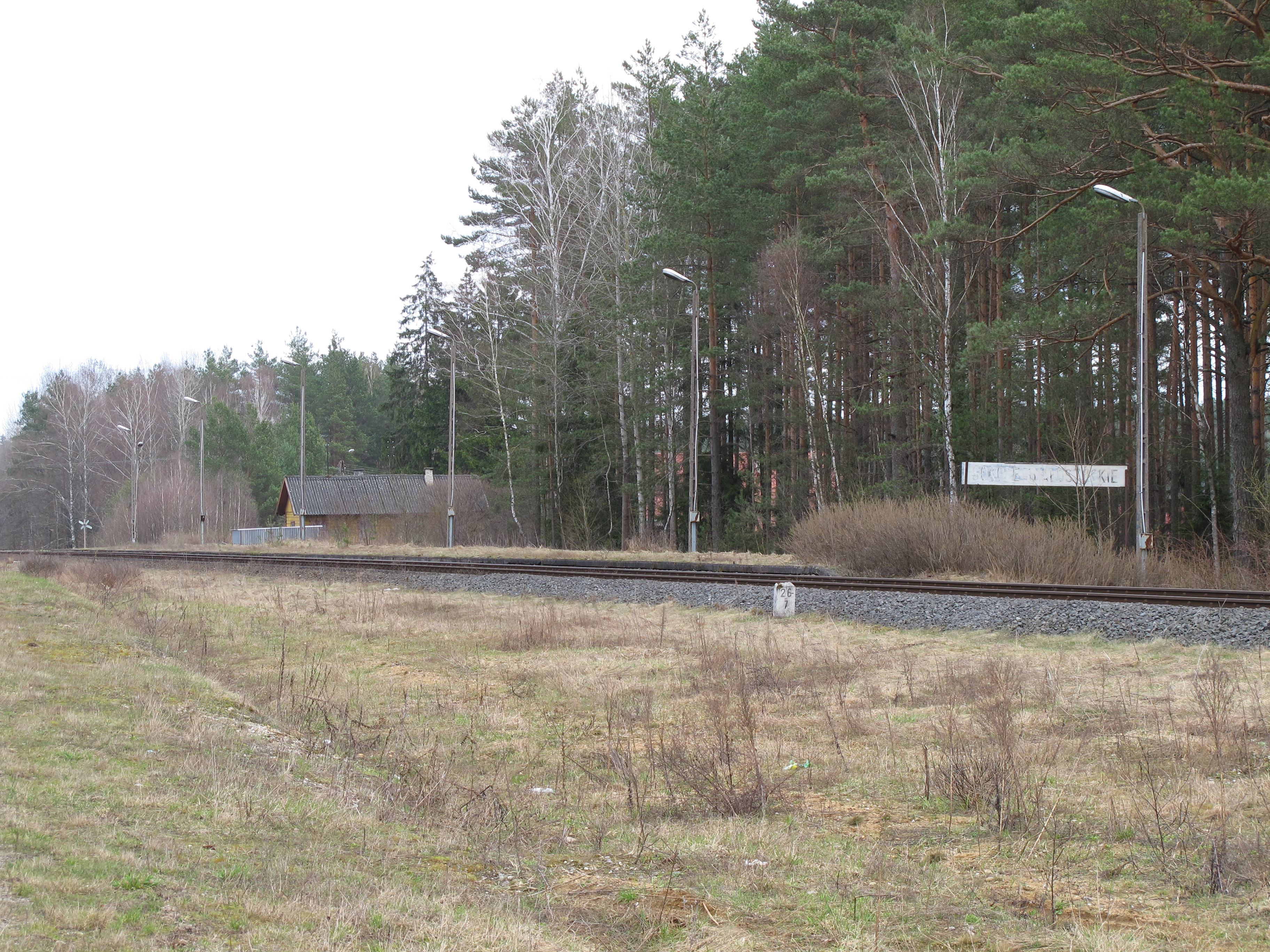
Widok na przystanek.
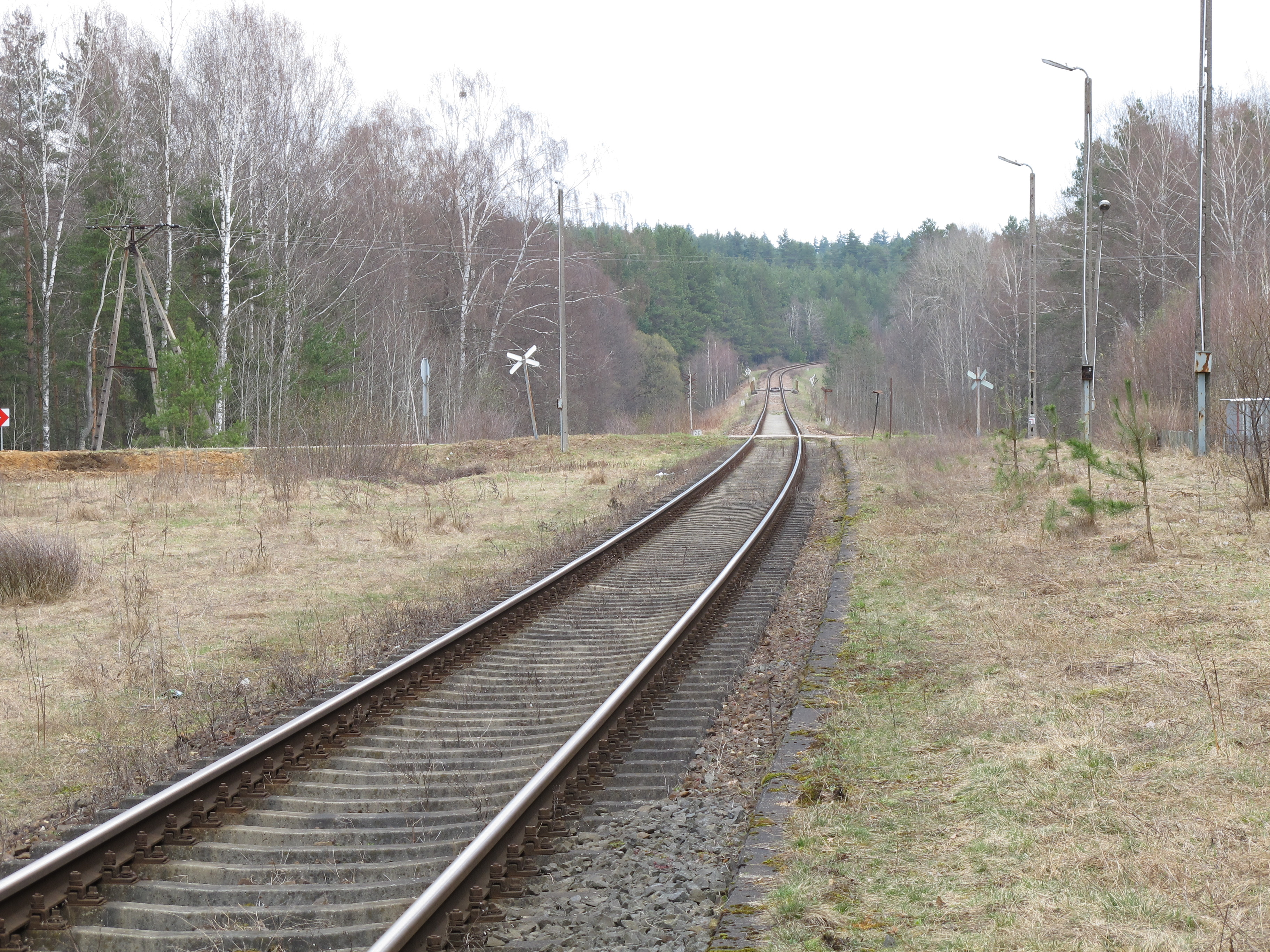
Widok na przystanek.
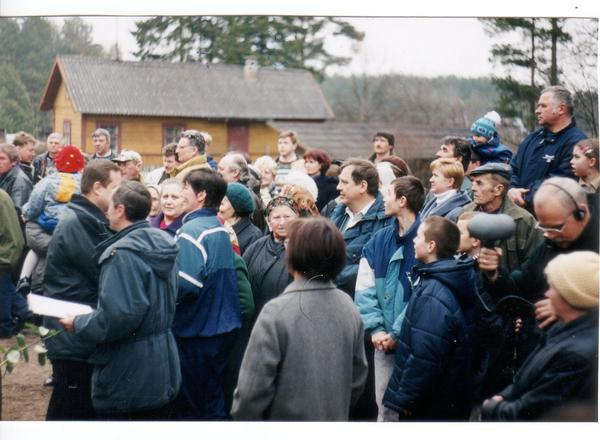
Uroczystość pożegnania ostatniego pociągu 2 kwietnia 2000 roku.
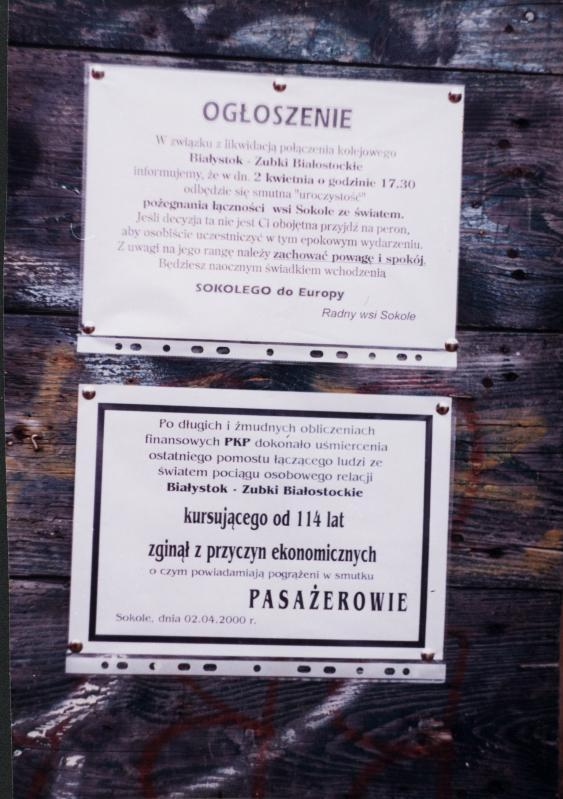
Uroczystość pożegnania ostatniego pociągu 2 kwietnia 2000 roku.